# KZYLTU
KZYLTU (kazakiska: КЗЫЛТУ, ryska: Kishkenekol’) är en ort i Kazakstan.   Den ligger i oblystet Nordkazakstan, i den norra delen av landet, 280 km norr om huvudstaden Astana. KZYLTU ligger 135 meter över havet och antalet invånare är 6 779.
Terrängen runt KZYLTU är mycket platt. Runt KZYLTU är det mycket glesbefolkat, med 4 invånare per kvadratkilometer. Trakten runt KZYLTU består till största delen av jordbruksmark.